# Южный Парк (10-й сезон)
Десятый сезон американского анимационного телесериала «Южный Парк» впервые транслировался в США на телеканале Comedy Central с 22 марта по 15 декабря 2006 года.
Это последний сезон с участием Айзека Хейза (голос Шефа), когда Хейз ушёл из шоу после негативной реакции на эпизод девятого сезона «Застрявший в чулане». В этом сезоне также было небольшое высмеивание, когда в эпизоде "Ад на земле 2006" был показан Стив Ирвин из «Охотника на крокодилов» со скатом, застрявшим в его груди, которого выбросили с вечеринки Сатаны на Хэллоуин за то, что он не был в костюме.
Эпизод «Занимайтесь любовью, а не Warcraft’ом», выиграл премию «Эмми» за лучшую анимационную программу (менее одного часа) в 2007 году. В эпизодах «Мультипликационные войны, часть I» и «часть II» «Гриффины» пытались пустить в эфир изображение Мухаммеда. В эпизоде «Вперёд, Бог, вперёд» рассказывалось о мире будущего, в котором не было религии. Pajiba назвал этот сезон одним из 20 лучших сезонов за последние 20 лет.
События 10-го сезона были представлены в мобильной игре «South Park 10: The Game», выпущенной 28 марта 2007 года.

## Актёрский состав

### Основной состав
- Трей Паркер — Стэн Марш / Эрик Картман / Рэнди Марш / мистер Гаррисон / Клайд Донован / мистер Маки / Стивен Стотч / Джимми Волмер / Тимми Барч / Филлип
- Мэтт Стоун — Кайл Брофловски / Кенни Маккормик / Баттерс Стотч / Джеральд Брофловски / Крэйг Такер / Джимбо Керн / Терренс
- Эйприл Стюарт — Лиэн Картман / Шелли Марш / Шерон Марш / мэр Мэкдэниэлс / Венди Тестабургер / директриса Виктория
- Мона Маршалл — Шейла Брофловски / Линда Стотч
- Айзек Хейз — Шеф (архивная запись)

### Приглашённые звёзды
- Питер Серафинович — Дарт Шеф[3]

## Эпизоды
| № общий | № в сезоне | Название                                                          | Режиссёр    | Автор сценария | Дата премьеры   | Произв. код |
| --- | ---------- | ----------------------------------------------------------------- | ----------- | -------------- | --------------- | ----------- |
| 140 | 1          | «Возвращение Шефа» «The Return of Chef»                           | Трей Паркер | Трей Паркер    | 22 марта 2006   | 1001        |
| Шеф уезжает из Южного Парка и вступает в «Супер-клуб путешественников». Когда он возвращается, друзья замечают, что с ним что-то не так.                                        |            |                                                                   |             |                |                 |             |
| 141 | 2          | «Угроза самодовольства!» «Smug Alert!»                            | Трей Паркер | Трей Паркер    | 29 марта 2006   | 1002        |
| Семья Кайла пользуется гибридными автомобилями и решает переехать в Сан-Франциско. Стэн пытается вернуть друга, но в итоге миру угрожают куда более опасные выхлопы.            |            |                                                                   |             |                |                 |             |
| 142 | 3          | «Мультипликационные войны, часть I» «Cartoon Wars Part I»         | Трей Паркер | Трей Паркер    | 5 апреля 2006   | 1003        |
| Сериал «Гриффины» хочет пустить в эфир изображение Мухаммеда. Исламский мир в ярости, горожане паникуют. Кайл соглашается помочь Картману снять опасный эпизод с эфира.         |            |                                                                   |             |                |                 |             |
| 143 | 4          | «Мультипликационные войны, часть II» «Cartoon Wars Part II»       | Трей Паркер | Трей Паркер    | 12 апреля 2006  | 1004        |
| Картман добирается до студии FOX. Он старается договориться с президентом телесети, но сначала ему надо убедить авторов сериала в необходимости цензуры.                        |            |                                                                   |             |                |                 |             |
| 144 | 5          | «Миллион маленьких волокон» «A Million Little Fibers»             | Трей Паркер | Трей Паркер    | 19 апреля 2006  | 1005        |
| У Полотенчика закончились деньги, и он решает опубликовать мемуары, скрывшись под «человеческим» псевдонимом Стивен Полотенчик.                                                 |            |                                                                   |             |                |                 |             |
| 145 | 6          | «Челмедведосвин» «ManBearPig»                                     | Трей Паркер | Трей Паркер    | 26 апреля 2006  | 1006        |
| Друзья застревают в Пещере ветров из-за попыток Альберта Гора убить «Челмедведосвина» — выдуманное существо, с помощью которого вице-президент старается добиться внимания.     |            |                                                                   |             |                |                 |             |
| 146 | 7          | «Цццт» «Tsst»                                                     | Трей Паркер | Трей Паркер    | 3 мая 2006      | 1007        |
| Мама Картмана понимает, что больше не контролирует своего сына, и прибегает к помощи специалистов.                                                                              |            |                                                                   |             |                |                 |             |
| 147 | 8          | «Занимайтесь любовью, а не Warcraft’ом» «Make Love, Not Warcraft» | Трей Паркер | Трей Паркер    | 4 октября 2006  | 1008        |
| Ребята играют в «World of Warcraft», однако их и других персонажей всё время кто-то убивает. Они решают ценой огромных усилий исправить ситуацию.                               |            |                                                                   |             |                |                 |             |
| 148 | 9          | «Загадка о дерьме в писсуаре» «Mystery of the Urinal Deuce»       | Трей Паркер | Трей Паркер    | 11 октября 2006 | 1009        |
| Мистер Маки пытается узнать, кто нагадил в писсуар. Расследование этой истории стараниями Картмана неожиданно пересекается с расследованием событий 11 сентября.                |            |                                                                   |             |                |                 |             |
| 149 | 10         | «Учительница соблазняет мальчика» «Miss Teacher Bangs a Boy»      | Трей Паркер | Трей Паркер    | 18 октября 2006 | 1010        |
| Айк и его учительница крутят любовный роман. Картмана наделяют властью коридорного смотрителя, и он помогает Кайлу бороться с опасным увлечением Айка.                          |            |                                                                   |             |                |                 |             |
| 150 | 11         | «Ад на земле 2006» «Hell on Earth 2006»                           | Трей Паркер | Трей Паркер    | 25 октября 2006 | 1011        |
| Сатана устраивает вечеринку на земле по поводу Хэллоуина. Мальчики проверяют, можно ли вызвать с помощью зеркала мёртвого рэпера.                                               |            |                                                                   |             |                |                 |             |
| 151 | 12         | «Вперёд, Бог, вперёд» «Go God Go»                                 | Трей Паркер | Трей Паркер    | 1 ноября 2006   | 1012        |
| Картман замораживает себя, чтобы побыстрее дождаться выхода видеоприставки Nintendo Wii, но размораживают его только через 540 лет. Миссис Гаррисон борется с теорией эволюции. |            |                                                                   |             |                |                 |             |
| 152 | 13         | «Вперёд, Бог, вперёд XII» «Go God Go XII»                         | Трей Паркер | Трей Паркер    | 8 ноября 2006   | 1013        |
| Картман понимает, что в будущем ему не удастся поиграть в Nintendo Wii, и пытается изменить прошлое, чтобы не дать себе себя заморозить.                                        |            |                                                                   |             |                |                 |             |
| 153 | 14         | «Кубок Стэнли» «Stanley’s Cup»                                    | Трей Паркер | Трей Паркер    | 15 ноября 2006  | 1014        |
| Чтобы вернуть велосипед, Стэну приходится тренировать детсадовскую хоккейную команду, в составе которой — мальчик, больной раком.                                               |            |                                                                   |             |                |                 |             |